# Return of the Bad Men

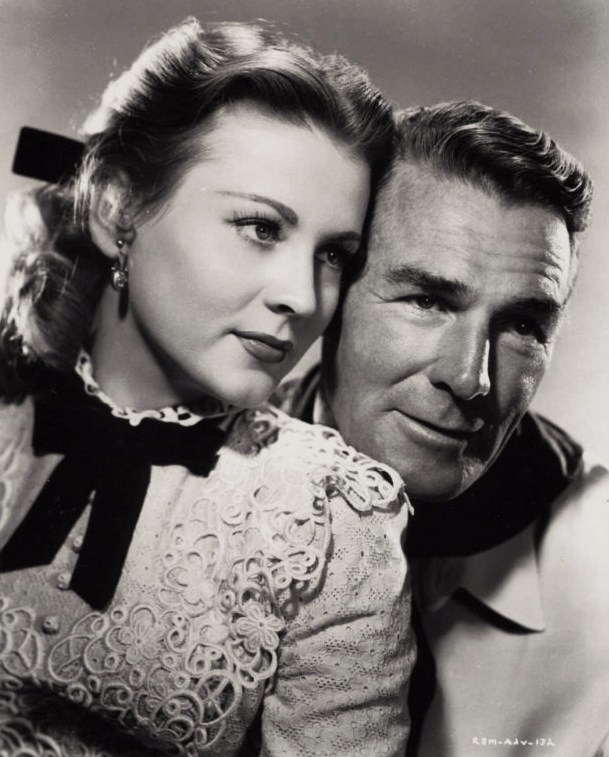
Foto publicitária de Anne Jeffreys e Randolph Scott para o filme Return of the Bad Men

Return of the Bad Men é um filme norte-americano de 1948, do gênero faroeste, dirigido por Ray Enright e estrelado por Randolph Scott e Robert Ryan.

## Sinopse
Vance, delegado federal, recebe a missão de limpar o território de Oklahoma, que parece ter-se tornado o abrigo de todos os foras da lei do Velho Oeste. Ele até consegue recuperar a bela Cheyenne, mas o intratável Sundance Kid, aliado a Billy the Kid, os irmãos Younger, os irmãos Dalton, Wild Bill Doolin, Wild Bill Yeager e Arkansas Kid tornam a vida de Vance extremamente difícil.

## Elenco
| Ator/Atriz           | Personagem       |
| -------------------- | ---------------- |
| Raandolph Scott      | Vance            |
| Robert Ryan          | Sundance Kid     |
| Anne Jeffreys        | Cheyenne         |
| George 'Gabby' Hayes | John Pettit      |
| Jacqueline White     | Madge Allen      |
| Steve Brodie         | Cole Younger     |
| Tom Keene            | Jim Younger      |
| Robert Bray          | John Younger     |
| Lex Barker           | Emmett Dalton    |
| Walter Reed          | Bob Dalton       |
| Michael Harvey       | Grat Dalton      |
| Dean White           | Billy the Kid    |
| Robert Armstrong     | Wild Bill Doolin |
| Tom Tyler            | Wild Bill Yeager |
| Lew Harvey           | Arkansas Kid     |